# Blink
Blink是一个由Google主導开发的開源瀏覽器排版引擎，Google计划将这个渲染引擎作为Chromium计划的一部分。其代碼貢獻來自Google、Facebook、Microsoft、Opera Software、Adobe Systems、Intel、IBM、Samsung等。它於2013年4月首次發表。

## 發展
Blink渲染引擎是开源引擎WebKit中WebCore元件的一个分支，并且在Chrome（28及往後版本）、Opera（15及往後版本）、Yandex、Vivaldi及Microsoft Edge（79及往後版本）等諸多基於Chromium的瀏覽器中使用。
Chrome的開發者由於希望在瀏覽器的開發上擁有更大的自由度，同時避免與上游衝突，更可透過移除Chrome沒有使用的元件而簡化自己的程式庫，所以決定開發WebKit的分支版本。根據提交統計，Google自2009年年底以來一直是WebKit代碼庫的最大貢獻者。
Blink命名源自Netscape Navigator瀏覽器制定的非標準元素Blink。